# Jan Parczewski

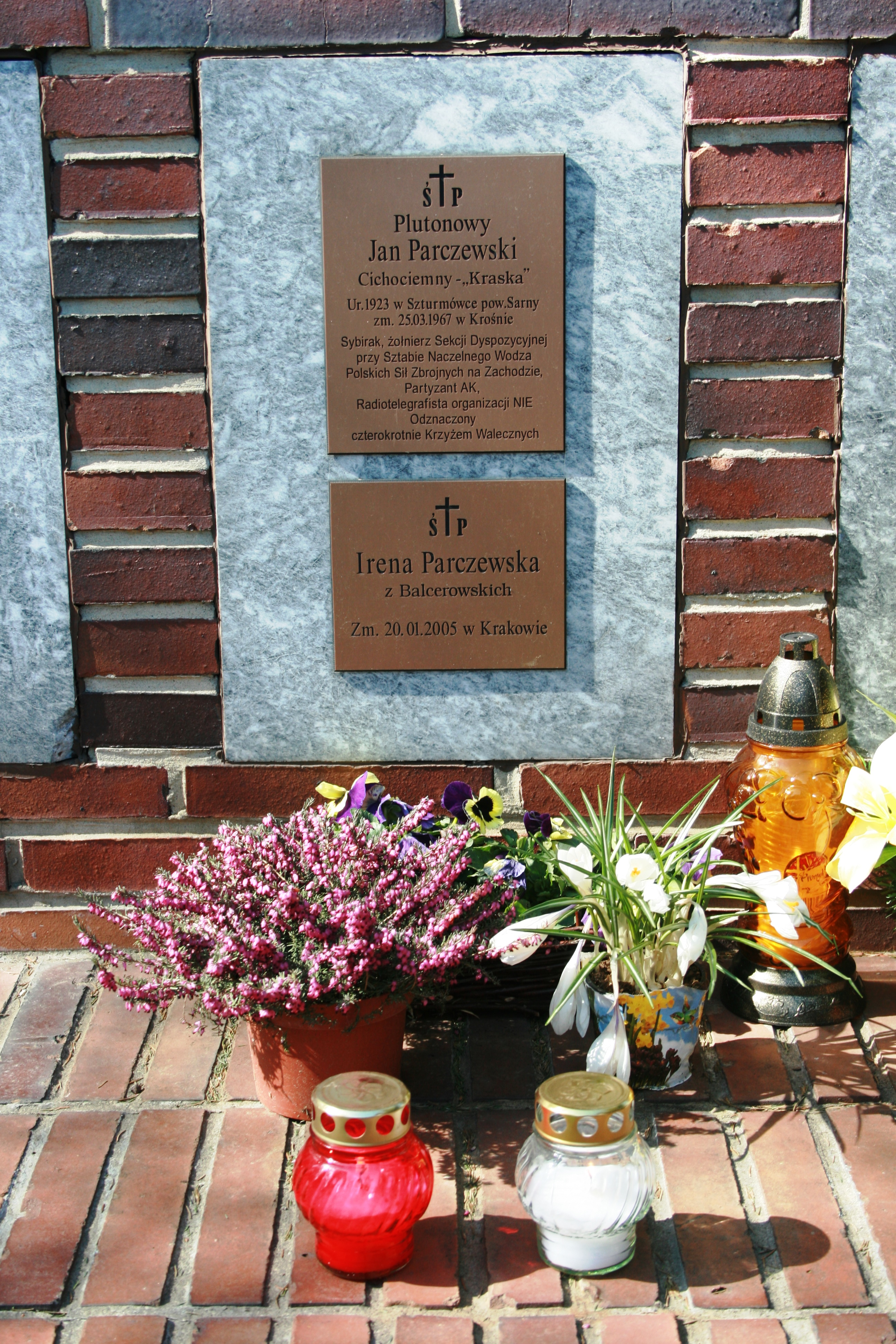
Krypta Jana i Ireny Parczewskich na murze kwatery 1 Samodzielnej Brygady Spadochronowej na Cmentarzu Wojskowym na Powązkach w Warszawie

Jan Parczewski vel Stefan Kospin pseud.: Kraska, Pincz (ur. 13 czerwca 1923 w Szturmówce (powiat sarneński), zm. 25 marca 1967 w Krośnie) – żołnierz Armii Andersa i Polskich Sił Zbrojnych, podoficer Armii Krajowej, plutonowy łączności rezerwy, cichociemny.

## Życiorys
W latach 1937–1940 uczył się gimnazjach w Sarnach, następnie w Grodnie, a po wybuchu wojny – ponownie w Sarnach. 13 kwietnia 1940 roku został zesłany z matką w głąb ZSRR. W lutym 1942 roku wstąpił do Armii Andersa, przydzielono go do 28 pułku piechoty 10 Dywizji Piechoty. 

## Cichociemny
Zgłosił się do służby w kraju. W kwietniu 1943 roku został przerzucony do Wielkiej Brytanii i przydzielony do Sekcji Dyspozycyjnej Naczelnego Wodza. Po przeszkoleniu ze specjalnością w radiotelegrafii zaprzysiężony na rotę AK 25 lutego 1944 roku w Oddziale VI Sztabu Naczelnego Wodza i przeniesiony do Głównej Bazy Przerzutowej w Brindisi we Włoszech. 
Zrzucony do okupowanej Polski w nocy z 26 na 27 grudnia 1944 roku, w operacji lotniczej „Staszek 2”, dowodzonej przez mjr. naw. Eugeniusza Arciuszkiewicza, z samolotu Liberator BZ 965 „V” (301 dywizjon PAF), na placówkę odbiorczą „Wilga 1”, w rejonie góry Mogielnica, koło Szczawy. Razem z nim w ekipie nr LXIII skoczyli: ppor. Bronisław Czepczak-Górecki ps. Zwijak, kpt. dypl. Stanisław Dmowski ps. Podlasiak, ppor. Jan Matysko ps. Oskard, mjr. Zdzisław Sroczyński ps. Kompresor, mjr. Witold Uklański ps. Herold. 
Po skoku w dyspozycji Komendy Okręgu Kraków AK, gdzie służył do stycznia 1945 roku. Następnie współpracował z NIE, utrzymując łączność środowisk po-AK-owskich ze sztabem Naczelnego Wodza.

## Po wojnie
Od 1 czerwca 1945 roku pracował w Zarządzie Miejskim w Lęborku jako referent mieszkaniowy, później referent ds. aprowizacji i handlu i sekretarz administracyjny. Od 1948 roku pracował w PGR Zespół Lędziechowo jako księgowy techniczny i kierownik działów: mechanizacji, socjalnego i związków zawodowych. Później wielokrotnie zmieniał pracę, będąc prześladowanym przez władzę. Od 1953 roku pracował w Zespole PGR w Kwidzynie, początkowo na stanowisku starszego mechanika, następnie kierownika i dyrektora Zakładu Naprawczego Mechanizacji Rolnictwa w Dukli, które rozrosło się pod jego zarządem w dużą firmę, która m.in. zelektryfikowała wiele wsi południowo-wschodniej Polski. W 1963 roku został dyrektorem Zakładów Naprawczych Urządzeń Naftowych w Krośnie. Był wielokrotnym wynalazcą i właścicielem kilku patentów oraz autorem wniosków racjonalizatorskich. 
W 1947 roku był działaczem PPS. W okresie stalinizmu był prześladowany przez władze, w tym aresztowany na krótki okres. W 1951 roku napisał list do Bolesława Bieruta informujący o prześladowaniach. W 1956 roku został zrehabilitowany i przyjęty w szeregi PZPR.
25 marca 1967 roku popełnił samobójstwo, strzelając do siebie ze strzelby myśliwskiej. Pozostawił listy do rodziny i władz, które przejęła SB. Został pochowany początkowo w Krośnie, a następnie (w maju 2006 roku) na Cmentarzu Wojskowym na Powązkach (kwatera C30-K3-I-10).

## Odznaczenia
- Krzyż Walecznych – czterokrotnie
- Medal Wojska (1946)
- Krzyż Czynu Bojowego Polskich Sił Zbrojnych na Zachodzie (1992, pośmiertnie).

## Życie rodzinne
Był synem Michała, ziemianina, właściciela majątku Szturmówka, i Marii z domu Swinarskiej. Ożenił się w 1946 roku z Ireną Balcerowską (zm. w 2005 roku), z którą miał trzech synów: Michała Janusza (ur. w 1946 roku, prof. archeologii), Bogdana (ur. w 1948 roku) i Zygmunta (ur. w 1951 roku).